# Radovec
Radovec is een plaats in de gemeente Cestica in de Kroatische provincie Varaždin. De plaats telt 315 inwoners (2001).